# Karl Karlovitch von Wrangel
Le baron Karl Karlovitch von Wrangel (en russe : Карл Карлович фон Врангель), 1800 - septembre 1872, est un aristocrate germano-balte sujet de l'Empire russe et général d'infanterie.

## Biographie
Karl von Wrangel descend de la famille von Wrangel qui donna de nombreux militaires aux différents pays bordant la mer Baltique, dont la Russie impériale. Il reçoit sa formation à la 1re académie militaire Paul (Pavlov) et il est nommé sous-lieutenant du régiment d'instruction des carabiniers en 1819 et trois ans plus tard, en 1822, il passe au régiment des chasseurs de la garde impériale. Il sert dans différents régiments du Caucase et combat contre les Perses en 1828 et contre les Turcs en 1829. Il se distingue à la bataille de Kars et à la bataille d'Akhaltsikhé (9 août 1828) qui libère les Géorgiens des Ottomans, à la suite de laquelle il est décoré en janvier 1829 de l'ordre de Saint-Georges de 4e classe.
De retour dans son régiment d'origine, Wrangel participe à la pacification de la Pologne en 1831 après l'insurrection de novembre 1830. Il est nommé en 1838 commandant au régiment de chasseurs de la garde impériale et sert ensuite pendant dix-huit ans dans les conquêtes du Caucase. Il commande la brigade des grenadiers de la réserve, puis au sein de la 21e division d'infanterie du Caucase. Il vainc les Turcs le 6 juillet 1854 sur les hauteurs de Tchinguil, où il est grièvement blessé et reçoit la croix de Saint-Georges de 3e classe. Pendant la guerre de Crimée, Wrangel est stationné dans un poste de défense de la Crimée orientale, puis il est au 4e et ensuite au 3e corps d'armée d'infanterie. Il est nommé ensuite au poste de commandement de la région militaire de Kiev, puis membre du conseil de guerre en 1862 et du corps d'inspection.
Son jubilé, c'est-à-dire l'anniversaire de ses cinquante ans de service, est fêté le 25 mars 1869, en présence de l'empereur Alexandre II.
Le baron von Wrangel meurt en septembre 1872.

## Sources
- (ru) Cet article est partiellement ou en totalité issu de l’article de Wikipédia en russe intitulé « Врангель, Карл Карлович » (voir la liste des auteurs).